# String Connection (album)
String Connection – album zespołu String Connection wydany w 1986 przez niemiecką wytwórnię Pool Jazz. W Polsce album został wydany w 1987 roku nakładem wytwórni Wifon.

## Lista utworów
źródło:.
Strona 1
1. „From a Small Eastern Town” (K. Dębski) – 4:24
2. „Pulsatilla Alpina” (K. Dębski) – 4:23
3. „Back - In - Nang” (K. Dębski) – 6:10
4. „We Miss You” (K. Dębski) – 5:33

Strona 2
1. „Body Animation” (K. Dębski) – 4:58
2. „Giam - Giam” (K. Dębski) – 4:29
3. „Pasacaglia For Aniel” (K. Dębski) – 6:41
4. „Conno” (K. Ścierański) – 4:18

## Twórcy
źródło:.
- Krzesimir Dębski – saksofon, instrumenty klawiszowe
- Krzysztof Ścierański – gitara basowa
- Krzysztof Przybyłowicz – perkusja, instrumenty klawiszowe

Personel
- Aleksandra Laska – projekt graficzny
- Rafał Paczkowski – reżyser nagrania
- Peter Schimmelpfennig – produkcja
- Tadeusz Makowski – produkcja